# Liga Guarapariense das Escolas de Samba e Blocos Carnavalescos
A Liga Guarapariense das Escolas de Samba e Blocos Carnavalescos (LIGESBC) é a entidade responsável pela administração dos desfiles de  carnaval das escolas de samba e blocos carnavalescos na cidade de Guarapari, Espírito Santo. Em 2013 os desfiles foram cancelados por que segundo a prefeitura existiriam problemas na prestação de contas do carnaval do ano anterior, o que foi contestado pelo vice-presidente da Liga, Almir Gonçalves.

## Entidades Filiadas
Escolas de samba
- GRECES Acadêmicos de JK[2]
- GRES Mocidade Alegre de Olaria[2]
- GRES Juventude de Muquiçaba[2]

Blocos carnavalescos
- Bloco Amigos da Fonte[2]
- Bloco Cachorra Doida[2]
- Bloco das Misses[2]
- Bloco Funil[2]
- Bloco Embalos da Praia do Morro[4]
- Bloco Papadefus[2]
- Bloco Quem Não Sabe Brincar Não Brinca[2]
- Bloco Olaria 2000[2]
- Bloco Rama[2]
- Bloco Sururu[2]
- Bloco Unidos de Guarapari[4]